# Imirim
Imirim é um bairro da Zona Norte do município de São Paulo, no estado de São Paulo, no Brasil. Na sua maior parte, pertence aos distritos de Casa Verde e Santana, mas também possui territórios em Mandaqui e Cachoeirinha. Surgiu em 1833. Seu aniversário é comemorado em 13 de maio. Seu dia oficial foi sancionado inicialmente pela Lei 12 789, de 1999, tendo sido esta revogada pela Lei 14 485, de 19 de julho de 2007, que consolidou a legislação municipal referente a datas comemorativas, eventos e feriados do Município de São Paulo e que manteve esta data comemorativa. O bairro é classificado pelo CRECI como "Zona de Valor D", assim como outros bairros da capital: Casa Verde, Carandiru e Brás.

## Etimologia
De acordo com o Arquivo Histórico Municipal Washington Luís, "Imirim" se originou de duas palavras tupis:  'y, que significa "rio", e mirim, que significa "pequeno". Portanto, "Imirim" significa "rio pequeno", sendo uma referência ao córrego homônimo que banha o bairro (hoje, subterraneamente). Outro nome que possui a mesma etimologia é Umirim, município do Ceará.

## História
Toda a região nordeste de São Paulo era habitada por povos indígenas, principalmente por dois grandes grupos indígenas, Tupiniquim e Tupinambá, mas com a  chegada dos invasores portugueses, a região passou a ser habitada pelos colonos paulistas que adentraram os sertões com suas “bandeiras” de apresamento, ao encalço do índio. Do centro aparece a zona suburbana com maiores espaços vazios, com certos traços de zona rural.
O Imirim foi por muitos anos apenas ponto de parada dos antigos caminhos de tropeiros ou de bandeirantes no movimento de expansão do antigo arraial de sertanistas que foi São Paulo do Campo no século XVI.O bairro do Imirim era as costas ao sul do morro de Sant'Ana e a planicie inundavel do Tietê que chega a 2 Kms de largura, formando uma verdadeira faixa de separação entre os bairros e as áreas urbanizadas em Casa Verde e Santana e matas das Bandeiras em direção norte para o Pico do Jaraguá.
Uma das primeiras moradoras conhecidas da região, foi a proprietária de uma grande fazenda que abrangia parte das encostas da Serra da Cantareira e que se estendia até o rio Jundiaí. Registros dão conta que o bairro era uma parada pouco povoada atravessada pelo Córrego Imirim. Alguns de seus primeiros moradores conhecidos foram imigrantes portugueses e italianos.
No bairro, eles se estabeleceram e cultivaram frutas, cana-de-açúcar e café, e plantaram eucalipto, além de criarem gado leiteiro.

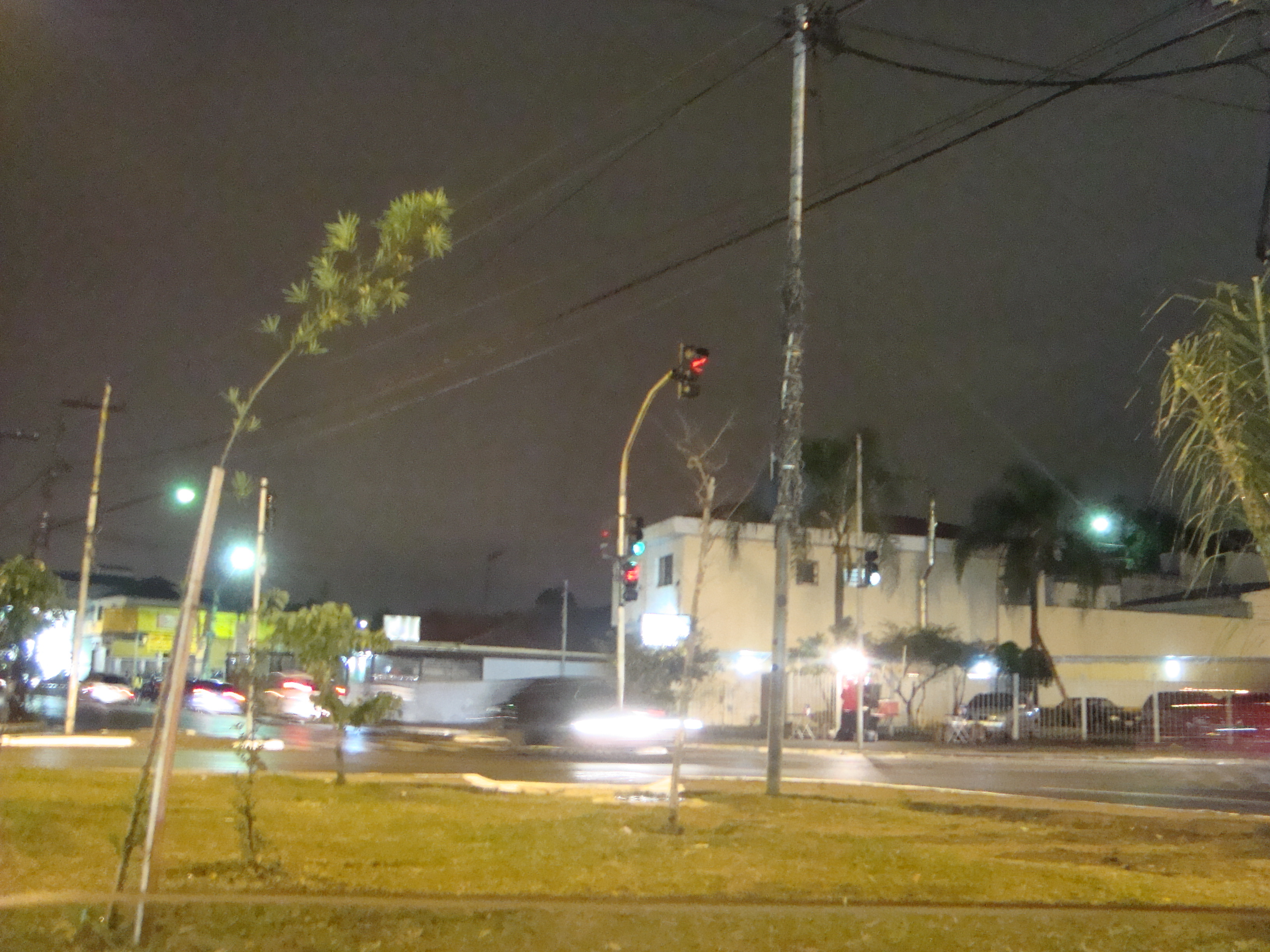
Cruzamento da Avenida Imirim com a Avenida Engenheiro Caetano Álvares, ponto mais movimentado do bairro

Do loteamento de terras, nasceu um grande número de bairros ligados ao distrito de Santana. No caso do Imirim, não foi diferente. Ainda assim, no começo do século XX, o local era coberto por matas e alguns índios persistiam em viver pelas imediações. Por esse motivo, o bairro ficou conhecido até a década de 1950 como "Terra dos Índios". Até o início do século XX, seus moradores tinham que ir até Santana para comprarem tudo o que necessitavam para sua sobrevivência: de medicamentos a roupas e calçados.
Em 1905, padres fundaram a Capela Nossa Senhora da Glória e em 1948 foi celebrada a primeira missa. Daí iria mais tarde surgir a capela dedicada a Nossa Senhora do Aviso. Em 1953 foi colocada a pedra fundamental da paróquia Nossa Senhora de Fátima. Ao lado da Igreja, as Missionárias da Consolata chegaram no Imirim, em 12 de dezembro 1948. Padre Costanzo, o primeiro pároco da igreja, foi um dos maiores entusiastas pelo crescimento do bairro. O italiano Valeriano Paitoni, paróco da igreja, fundou no Imirim a Sociedade Padre Costanzo Dalbésio, com casas de apoio para crianças e adolescentes soropositivos.

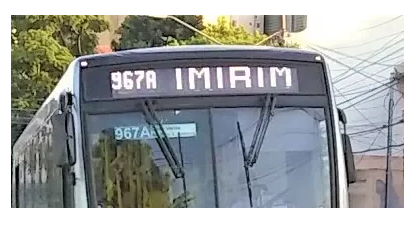
Onibus da linha Imirim

A inauguração do Cemitério de Santana (Chora Menino) foi decisiva para o desenvolvimento da região. O bairro tornou-se ainda mais conhecido e interligado através da famosa, hoje extinta, linha de ônibus Imirim-Itaim da CMTC, ligando a Zona Norte à Zona Sul.
O Sr. Carlos Alberto Faria,(1908), morador do bairro do Imirim, foi conhecido por ser dono de varios terrenos onde hoje é a avenida Lasar Segall e dono de empório na  época.[carece de fontes?].
A comunidade armênia veio para o bairro após muitas crises sociais na Europa, devido ao genocídio armênio pelos turcos otomanos no começo do século XX. Houve, no meio desse mesmo século, a chegada de muitos imigrantes japoneses e lituanos por conta da Segunda Guerra Mundial (1939-1945). A comunidade lituana se concentrou perto da casa do Mário Américo na parte central do bairro, ao sul do Córrego Imirim, que, hoje, corre sob a Avenida Engenheiro Caetano Álvares.

## Geografia

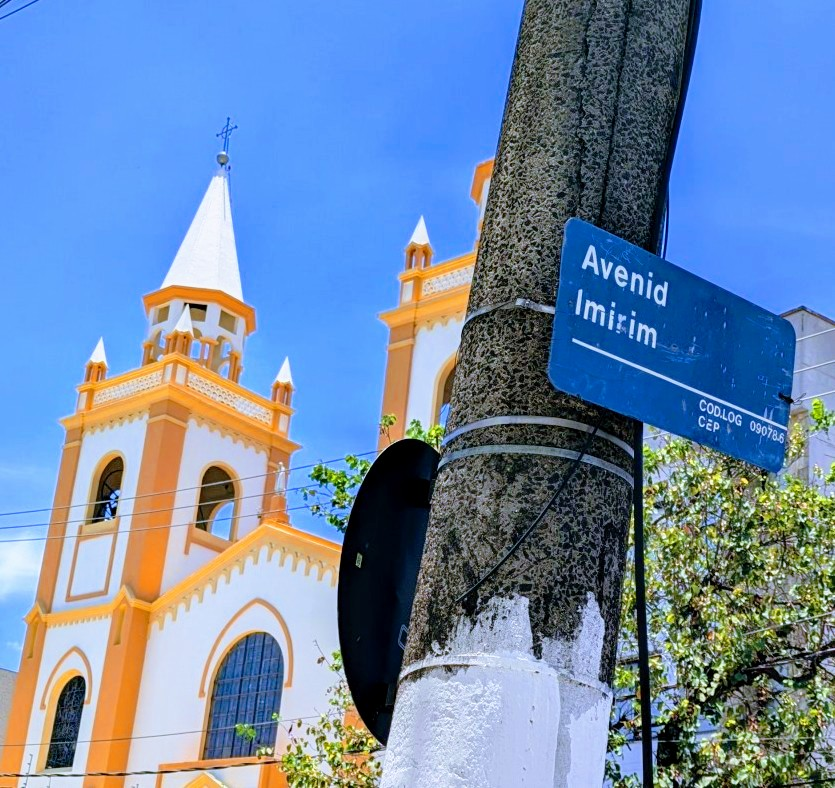
Paróquia N. S. de Fátima

O Imirim limita-se ao norte com a Vila Nova Cachoeirinha, a oeste com o Parque Peruche e Sítio do Mandaqui, a leste com o Lauzane Paulista e Santa Teresinha e ao sul com os bairros de Santana e Chora Menino. O território do bairro é localizado em sedimentos terciários de depósitos arenosos de antigos rios da  Bacia Sedimentar de São Paulo.
O bairro é relativamente pequeno. Começa aproximadamente no trecho inicial da Avenida Imirim, após o Cemitério Chora Menino, e termina na mesma avenida no Largo do Japonês, já na região da Cachoeirinha, próximo à avenida Parada Pinto.

## Educação e cultura

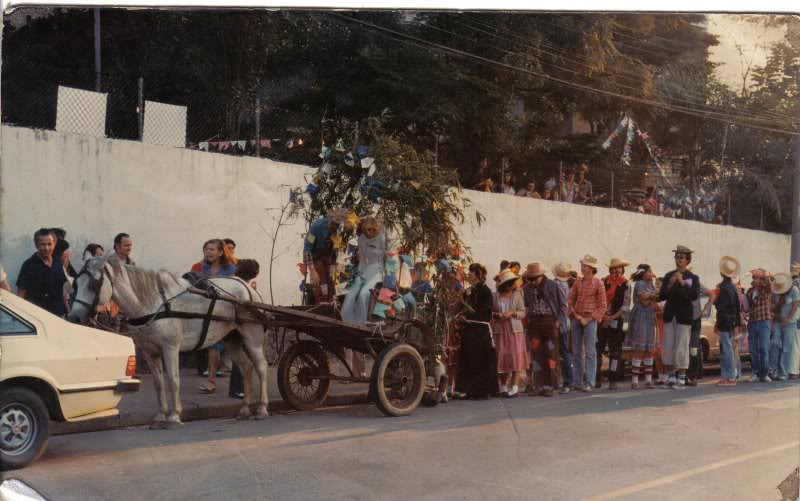
"Casamento Caipira" dos aluno da quadrilha do Meirelles nos anos 80.

O Bairro possui várias escolas particulares, estaduais e municipais. Notáveis escolas públicas são Professor Augusto Meirelles Reis Filho e Professor Joaquim Leme do Prado. Há muitos centros culturais e o bairro promove a manutenção e promulgação das tradições culturais brasileiras. Por exemplo, a festa junina do Meirelles atrai pessoas de toda a Zona Norte desde dos anos 80.

### Principais vias que passam pelo bairro
- Avenida Imirim
- Avenida Direitos Humanos
- Avenida Engenheiro Caetano Álvares
- Rua Epaminondas Melo do Amaral
- Rua Padre João Gualberto
- Rua Profa. Romilde Nogueira de Sá
- Rua Maria Curupaiti
- Rua Francisca Biriba
- Rua Nova dos Portugueses